# Hazel Jenkins
Hazel Gertrude Jenkins (* 6. Juni 1960 in Ceres, Südafrikanische Union) ist eine südafrikanische Politikerin und ehemalige Premierministerin der Provinz Nordkap (African National Congress, ANC).

## Leben
Jenkins wurde in Ceres geboren und ist dort auch aufgewachsen. 1981 schloss sie eine Lehrerausbildung am Belville Training College ab. Anschließend unterrichtete sie in Mitchells Plain in der Nähe von Kapstadt. Bereits in ihrer High-School-Zeit war sie politisch aktiv und war Mitglied der Western Cape Student Organization. Sie engagierte sich auch in der Anglikanischen Kirche. 1984 zog sie nach De Aar und heiratete dort. Sie hat drei Kinder.
1995 wurde sie (nebenberufliche) Gemeinderätin in Emthanjeni, der Gemeinde, zu der De Aar gehört. In den Jahren 1999 und 2000 war sie dort Bürgermeisterin. Von 2000 bis 2003 war sie Sprecherin des Karoo-Distrikts (heute Pixley Ka Seme) und 2003 wurde sie Bürgermeisterin des Distrikts. Dieses Amt hatte sie bis 2009 inne. Ab 2001 war sie stellvertretende Vorsitzende der SALGA, einer Körperschaft zur Unterstützung der Kommunalpolitik. 2007 wurde sie in den nationalen Vorstand des ANC gewählt, nachdem sie schon andere Leitungsaufgaben für die Partei übernommen hatte. 2009 wurde sie Premierministerin der Provinz Nordkap.
2012 erlitt sie einen Schlaganfall und musste durch kommissarische Premierminister vertreten werden. Im Mai 2013 trat sie zurück und wurde durch Sylvia Lucas (ebenfalls ANC) ersetzt.